# Kieran Donaghy
Pour les articles homonymes, voir Donaghy.
Kieran Donaghy, né le 22 mai 1983 à Omagh en Irlande du Nord, est un joueur de football gaélique du club d’Austin Stacks et du comté de Kerry. Il joue milieu de terrain offensif côté droit en équipe de Comté. Il a gagné par deux fois le All Ireland avec le Comté de Kerry. Il a aussi joué jusqu’en 2005 dans l’équipe de basket-ball d’Abrakebabra Tigers de Tralee.
Il a été élu deux fois dans l’équipe All-Star au terme des saisons 2006 et 2008 du Championnat d'Irlande de football gaélique.

## Des débuts hésitants mais victorieux
En 2006, Donaghy commence sa saison en tant que milieu de terrain aux côtés de Darragh Ó Sé, avec un succès modéré. Il est exclu du match de National League contre les tenant du All-Ireland Tyrone GAA. Malgré la victoire finale de Kerry en National League cette année-là, de nombreux doutes sur le tempérament fougueux de Donaghy n’ont pu être écartés.
Il commence le Championnat 2006 dans les mêmes prédispositions et au même poste de milieu de terrain contre Waterford et Tipperary. Lors de la finale du championnat du Munster contre Cork il est de nouveau exclu pour deux fautes sanctionnées.
Lors du match de qualification au Fitzgerald Stadium contre Longford GAA, Kieran Donaghy est déplacé au poste d’avant centre se créant trois occasions de buts et marquant un point. En quart de finale contre Armagh GAA, il continue sur cette lancée, marquant un but. Il marquera encore un but en demi-finale contre Cork.
En finale du All-Ireland contre Mayo GAA à Croke Park Donaghy joue un rôle central dans l’écrasante victoire de son comté 4-15 à 3-05. Il donne la balle de but sur l’ouverture du score par son équipe et immédiatement après marque lui-même le deuxième but.
L’émergence de Donaghy lors de l’année 2006 a été perçue comme l’histoire du petit pauvre devenu riche. Il avait eu toutes les peines du monde pour de faire une place dans les équipes de jeunes et jusqu’en 2006, il chauffait plus les bancs des remplaçants qu’il n’était présent en tête de l’affiche.
Sa très grande taille en font l’avant centre classique pour le jeu en pivot, rendant une défense sur lui quasiment impossible sur les balles hautes. Il est depuis 2006 un des meilleurs avant centre de l’île d’Irlande.
Ses performances de 2006 lui ont permis d’être élu Footballeur de l’année et de faire partie de l’équipe All-Star de l’année.

## Depuis 2007
En 2007, il pose des problèmes insolubles à Cork en finale du championnat du Munster, donnant une passé décisive à Colm Cooper à la dernière minute du match, permettant ainsi à Kerry de passer devant au score et de gagner le match.
À la suite de la blessure de Darragh Ó Sé, Donaghy est replacé au milieu de terrain pour le remplacer. Cela ne l’empêche pas de continuer à marquer.
En 2008, après une suspension due à un geste déplacé lors d’un match de National League contre Mayo GAA, il est suspendu un match. Le doigt d’honneur fait en direction des supporters du Mayo répondait à des jets de pièces et de morceaux de bois en sa direction (un de ces projectiles le blessa au crâne).  Cette année-là Kerry termina à la deuxième place des deux plus grandes épreuves de football gaélique, la National League et le Championnat d’Irlande. Donaghy fut de nouveau nommé dans l’équipe All-Star de l’année

## Basket-ball
Avant de se distinguer au football gaélique, Donaghy était un basketteur de haut niveau. Il a gagné la Basketball National Cup et la Superleague avec le club des Tralee Tigers en 2005. Tout en ayant manqué un certain nombre de matchs pour pouvoir jouer au football gaélique, il a cette année-là été désigné Joueur irlandais de l’année en basket-ball.